# Agave

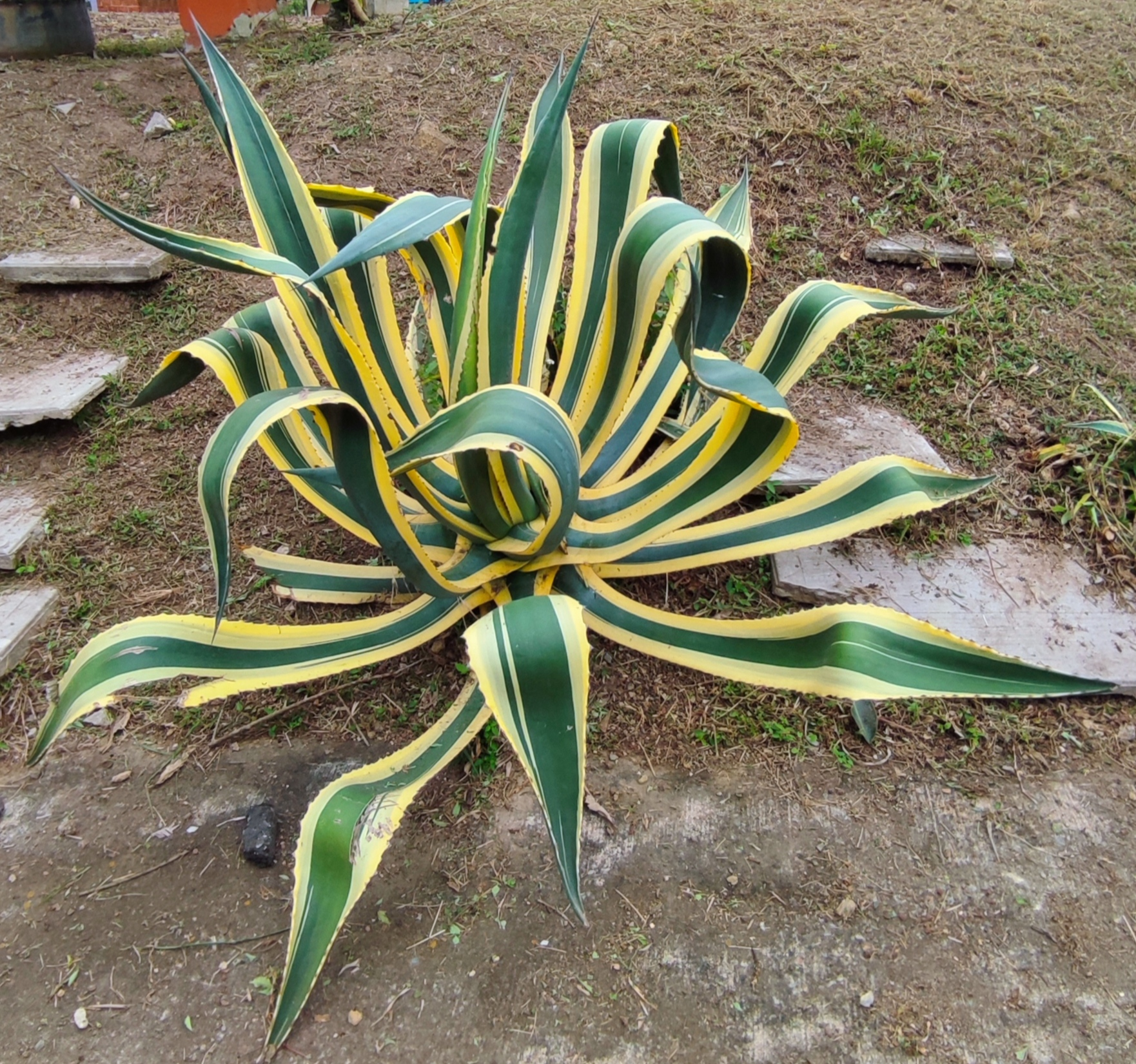
Agave americana variedad Marginata. Un agave de uso ornamental.

Agave (del griego αγαυή, ‘noble’ o ‘admirable’)  o maguey es un género de plantas monocotiledóneas, generalmente suculentas, pertenecientes a la antigua familia Agavaceae a la que le daba su nombre. Actualmente se encuentran en la familia Asparagaceae según el sistema de clasificación APG III.
Su área de origen es la región árida que hoy se encuentra repartida entre el norte de México y el sur de los Estados Unidos. Se estima que el género empezó a diversificarse hace 12 millones de años, por lo cual ha logrado una enorme diversidad de especies, superando las 300. Reciben numerosos nombres comunes, como agave, pita, maguey, cabuya, penca,fique o mezcal, entre los más conocidos.

## Descripción
Las especies del género son muy parecidas en cuanto a su forma y crecimiento. Forman una gran roseta basal de hojas gruesas y carnosas, en algunos casos de gran tamaño, que se sitúan en espiral alrededor de un tallo corto en relación con su longitud, por lo que aparentan nacer directamente desde el terreno. Generalmente están armadas de robustas espinas leñosas y aplanadas en los márgenes, y una cónica, solitaria, rematando el ápice. Unas pocas especies carecen de espinas. Su crecimiento es lento, y finaliza con la floración. Son monocárpicas. La planta desarrolla un escapo floral, más alto que las hojas, y en el mismo año florece, fructifica, y muere. La mayoría de las especies desarrollan gran cantidad de hijuelos basales alrededor de la roseta original, formando espesas colonias que van desarrollándose y fructificando.
Los agaves se pueden confundir con cactus, aloes u otras plantas suculentas (Sedum), pero aunque todas estas plantas comparten adaptaciones morfológicas similares a ambientes áridos (por ejemplo, suculencia), cada grupo pertenece a una familia de plantas diferente y probablemente experimentó una evolución convergente. Además, los linajes de Cactaceae y Crassulaceae son eudicotiledóneas, mientras que los aloes (Asphodelaceae) y agaves (Asparagaceae) son monocotiledóneas.

### Adaptaciones
El sistema de raíces del agave, que consta de una red de rizomas poco profundos, permite que el agave capture eficientemente la humedad de la lluvia, la condensación y el rocío. Además de crecer a partir de semillas, la mayoría de los agaves producen "crías", plantas jóvenes a partir de estolones. El agave vilmoriniana (llamado el agave pulpo) produce cientos de crías en su tallo floral. Las hojas de agave almacenan el agua de la planta y son cruciales para su existencia continua. La superficie de la hoja recubierta evita la evaporación. Las hojas también tienen bordes afilados y puntiagudos. Las púas disuaden a los depredadores de comerse la planta o usarla como fuente de agua y son tan resistentes que los pueblos antiguos las usaban como agujas de coser. La savia es ácida. Algunos agaves florecen a una altura de hasta 9 m (30 pies), por lo que están fuera del alcance de los animales que podrían atacarlos. Las especies más pequeñas, como el Agave lechuguilla, tienen tallos de flores más pequeños.

## Taxonomía
El nombre del género Agave proviene del griego antiguo αγαυή agauê de ἀγαυός agauós que significa "ilustre, noble" y est relacionado  con las espigas de flores muy altas que se encuentran en sus muchas especies.
El género Agave fue creado por Carl Linnaeus en 1753, inicialmente con cuatro especies. El primero en la lista fue Agave americana, ahora la especie tipo. En el sistema Cronquist y otros, Agave fue colocado en la familia Liliaceae, pero los análisis filogenéticos de secuencias de ADN mostraron posteriormente que no pertenecía a ese grupo. En el sistema APG II, Agave fue colocado en la familia segregada Agavaceae. Cuando este sistema fue reemplazado por el sistema APG III en 2009, las Agavaceae fueron incluidas en la familia ampliada Asparagaceae, y Agave fue tratado como uno de los 18 géneros de la subfamilia Agavoideae, una posición mantenida en el sistema APG IV de 2016.
La taxonomía de los agaves y sus parientes cercanos ha presentado durante mucho tiempo dificultades importantes. Estas dificultades podrían deberse a la edad evolutiva relativamente joven del grupo (los principales eventos de diversificación del grupo probablemente ocurrieron hace 8 a 10 millones de años), la facilidad de hibridación entre especies (e incluso géneros), la clasificación de linajes incompleta y la larga generación. Dentro de una especie, las variaciones morfológicas pueden ser considerables, especialmente en el cultivo; varias especies nombradas pueden en realidad ser simplemente variantes de especies silvestres originales que los horticultores criaron para que parecieran únicas en el cultivo.
Los análisis filogenéticos moleculares desde 1996 en adelante mostraron repetidamente que los géneros Manfreda, Polianthes y Prochnyanthes, previamente separados, estaban integrados en Agave, como estaba tradicionalmente circunscrito, lo que hacía que Agave fuera parafilético. Estos géneros ahora se combinan con Agave para formar Agave 'sensu lato', que contiene alrededor de 252 especies en total. Tradicionalmente, el género Agave estaba circunscrito a aproximadamente 166 especies.
En algunas de las clasificaciones más antiguas, Agave se dividía en dos subgéneros, Agave y Littaea, según la forma de la inflorescencia. Estos dos subgéneros probablemente no sean monofiléticos. Una clasificación de 2019 utiliza tres subgéneros:

- Subg de Agave Littaea (Tagl.) Baker (8 secciones)
- Subg de Agave Agave (22 secciones)
- Subg de Agave Manfreda (Salisbury) Baker (2 secciones): incluye los antiguos géneros Manfreda, Polianthes, Bravoa y Prochnyanthes

A los híbridos entre especies en Agave subg. A Manfreda y otras especies se les dio el nombre nototaxón, × Mangave cuando Manfreda fue reconocida como un género separado.

## Cultivo

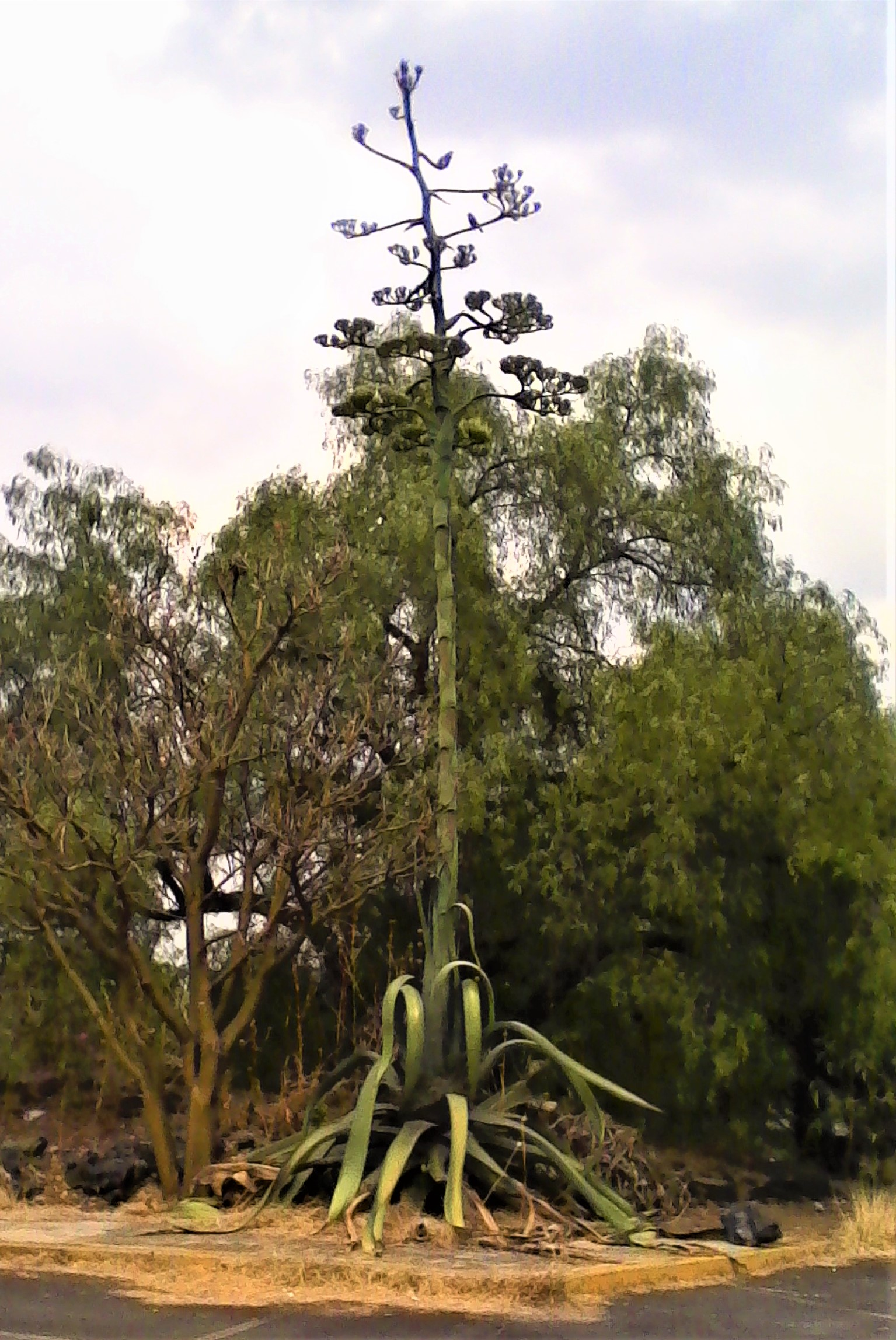
Maguey o agave de unos 10 años con hojas, quiote y flores, altura aproximada 12 m.

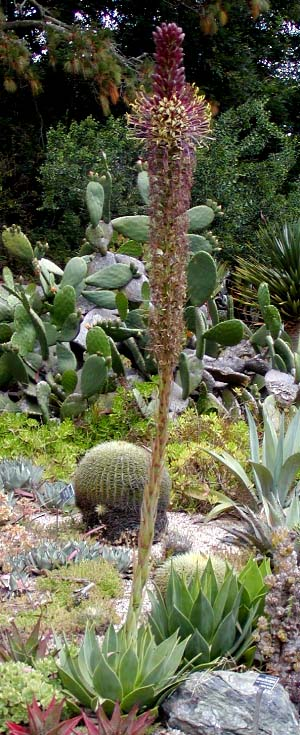
Agave chiapensis en floración.

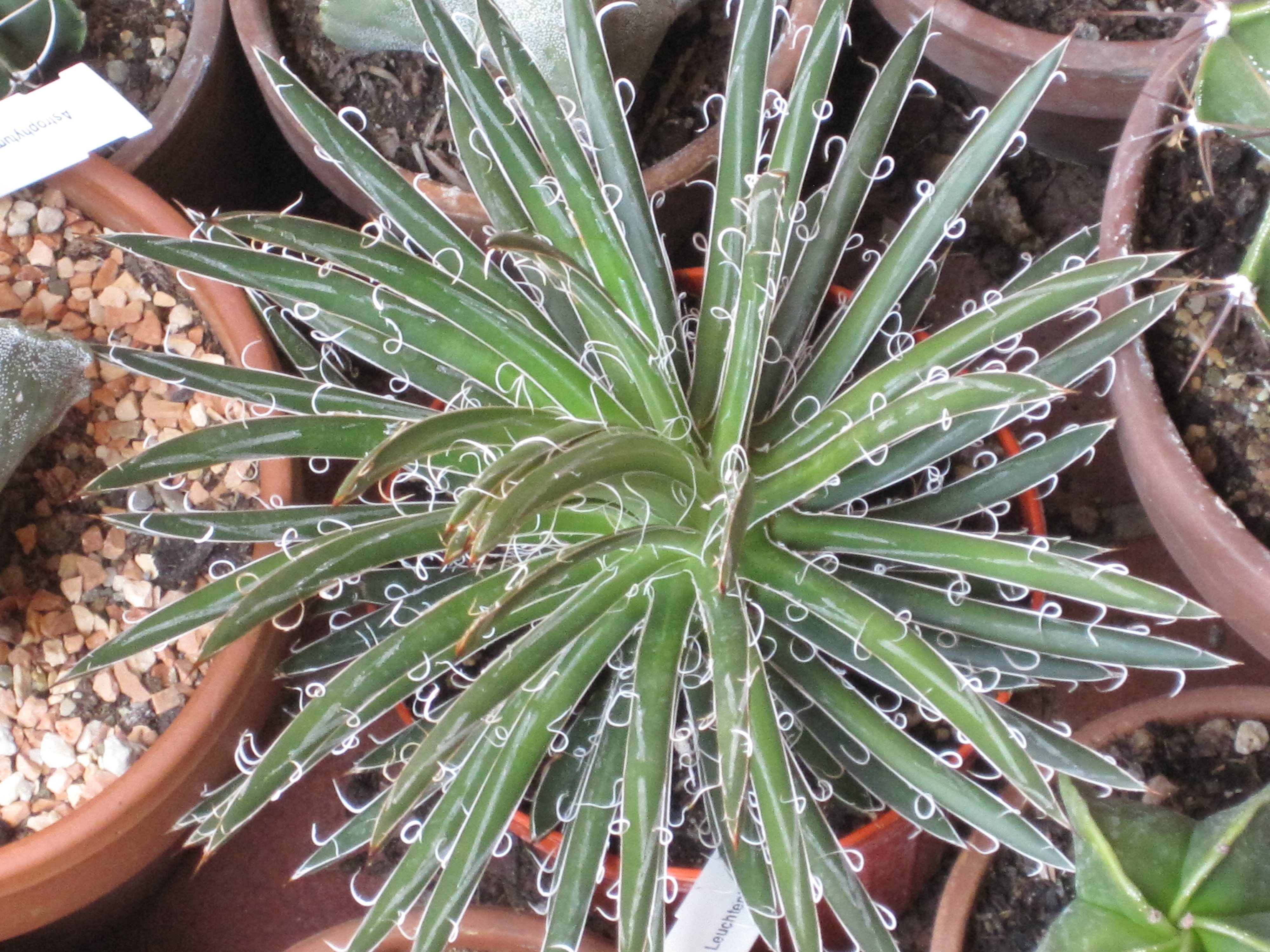
Agave filifera.

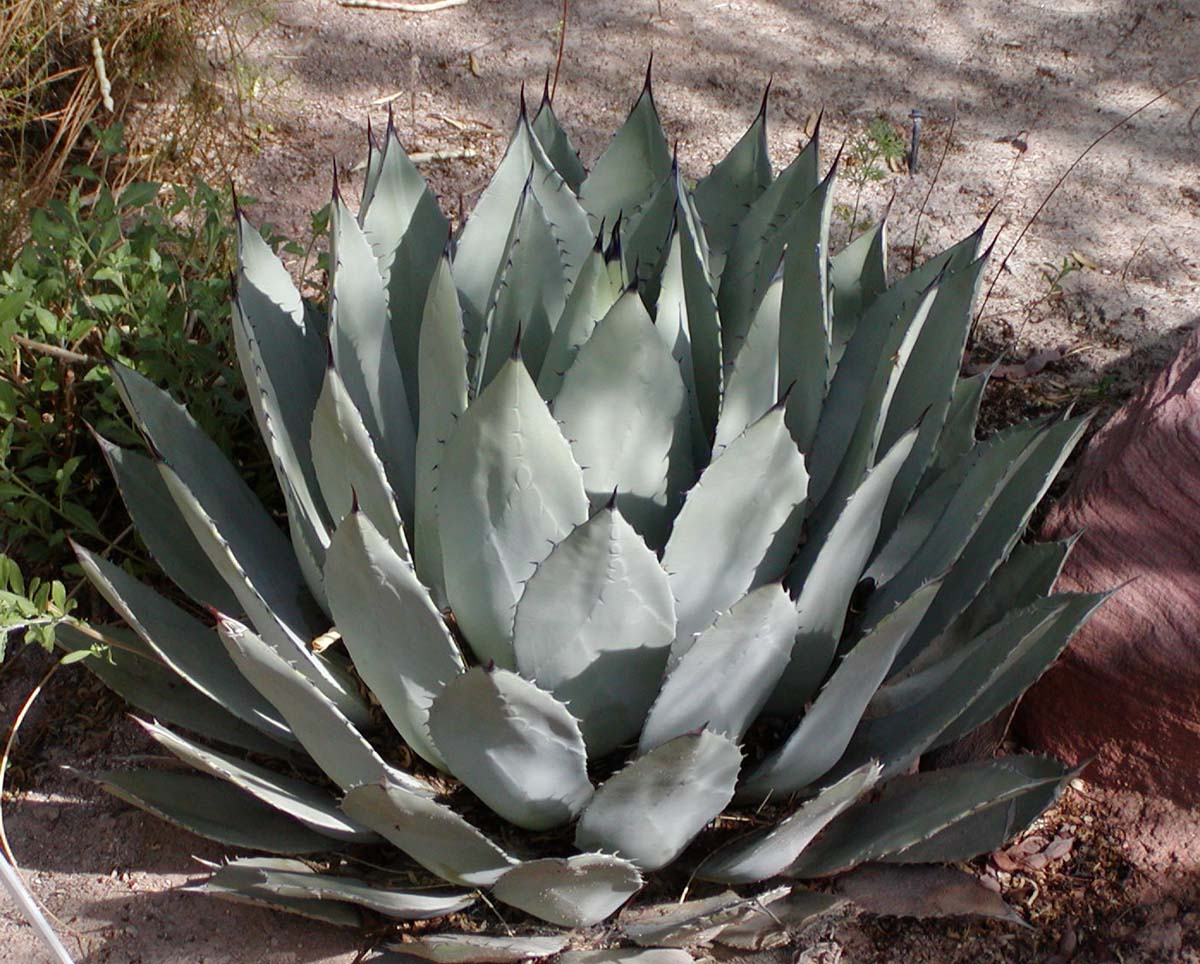
Agave palmeri.

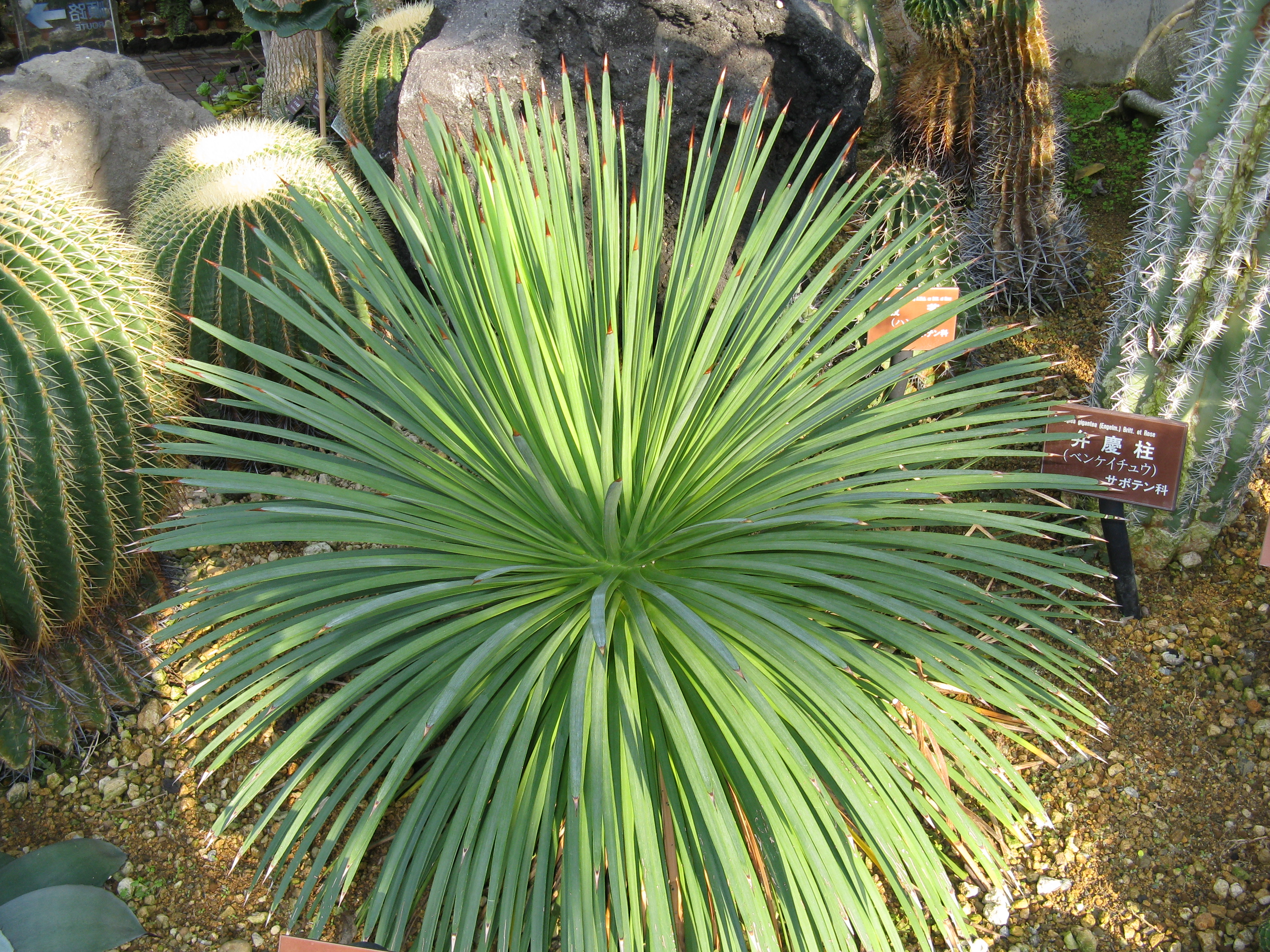
Agave stricta.

Los agaves requieren un clima semiseco, con temperaturas promedio de 22 °C, generalmente a una altitud entre 1500 y 2000 m s. n. m. Las características del suelo para un crecimiento óptimo deben ser: arcilloso, permeable y abundante en elementos derivados del basalto y con presencia de hierro, preferentemente volcánico. Es muy importante la exposición al sol; sin superar los 100 días nublados al año y, preferentemente, solo 65.[cita requerida]
La reproducción se puede dar por semilla o bulbillo, o más eficientemente mediante rizomas, es decir, trasplantando los hijuelos que brotan de la raíz de la planta. Al alcanzar una altura de 50 cm, y cuando el corazón tiene unos 15 cm, se desprenden de la planta madre. La edad óptima de reproducción es entre los 3 y los 5 años, anualmente puede producir entre uno y dos hijuelos, los cuales, una vez separados, se deben plantar, cubriendo un 75 % de su volumen con el sustrato. Este tipo de reproducción produce una copia idéntica de la planta madre (clon), por eso el uso extensivo de este método puede poner en riesgo la importante diversidad genética de estas plantas, tal y como sucedió en el caso del tequila (un tipo de mezcal), ya que las plantaciones de Agave tequilana han perdido prácticamente toda su diversidad.
Su crecimiento es muy lento y tarda de 8 a 10 años en alcanzar la madurez. La floración se produce una sola vez, emite un quiote que es un largo tallo de casi 10 m de altura (puede ser ramificado) que nace del centro de la roseta, con numerosos grupos de pequeñas flores tubulares. La planta muere tras desarrollar el fruto, pero por lo general produce retoños en su base.

## Historia

### Etimología y otros nombres
El género Agave fue dado a conocer científicamente en Europa, en 1753, por el naturalista sueco Carlos Linneo, quien lo tomó del griego Agavos. En la mitología griega, Ágave era una ménade hija de Cadmo, rey de Tebas que, al frente de una muchedumbre de bacantes asesinó a su hijo Penteo, sucesor de Cadmo en el trono. La palabra agave alude, pues, a algo admirable o noble.
En México, diferentes culturas dieron distintos nombres a esta planta: metl, mecetl (náhuatl), uadá (otomí), doba (zapoteco) y akamba (purépecha).
Los españoles usaron la palabra caribeña maguey para nombrarla y este es, quizá, el nombre común más difundido.
Los grupos humanos originarios de esta región utilizaron esta planta desde hace diez mil años, tanto por sus fibras como por el aguamiel que obtenían de ella.  El mexcalli —A. horrida— es un maguey especialmente rico en azúcares. Su cultivo se extiende desde el sur de los Estados Unidos hasta el norte de Argentina.

### De América a Europa
Este género es originario de América, y la mayor concentración de especies nativas se encuentran en México, donde son conocidas como magueyes o mezcales.
Probablemente fueron los exploradores españoles y portugueses quienes introdujeron los agaves en Europa, donde se hicieron populares durante el siglo XIX, cuando los coleccionistas comenzaron a importar diferentes especies, algunas de las cuales llevan propagándose por esquejes desde entonces, por lo que difieren de las especies silvestres, aunque esto pueda deberse simplemente a las diferentes condiciones de cultivo europeas.

## Usos
Varias especies de este género son fuente de materias primas para alimentos o para fabricar utensilios, como por ejemplo:
- edulcorantes como el sirope o jarabe de agave, miel y azúcar;
- bebidas fermentadas: aguamiel y pulque;
- aguardientes como el mezcal, el tequila, el sotol, el bacanora  o el licor de cocuy;
- fibras de las hojas, usadas en hilaturas para tejidos, hamacas y empaques, sobre todo del henequén (Agave fourcroydes) y Agave sisalana;
- papel, a partir del bagazo residual;
- tejas hechas con las hojas secas;
- vigas hechas con el quiote (tallo);
- clavos, punzones y agujas obtenidas de las espinas;
- instrumentos musicales a partir de la floración del agave como el llamado quiote; dan por resultado aerófonos similares al didgeridoo australiano, y actualmente también a algunos tambores parecidos al djembe. Hay un debate acerca del uso del agave y el quiote en la construcción de aerófonos parecidos a los que se encuentran en policromos y pictogramas de la cultura maya del período clásico como los de los murales de Bonampak;
- otro uso, no relacionado con los anteriores, es el de plantar agaves en hilera a modo de vallas o cercas para guardar las heredades;

Algunas especies de agave se intercalan en los cultivos de grano para aumentar el rendimiento y obtener mayor aporte nutritivo y energético. Por este motivo se les llama las "vacas verdes" de los indígenas mexicanos.
Su jugo posee grandes cantidades de inulina, la cual se hidroliza parcialmente en fructosa y otro componente no metabolizable, que se utiliza en diagnóstico médico para evaluar la función renal.
La revista Arqueología Mexicana le dedicó un número especial, el N.º 57 donde muestra historia, mitología y creencias alrededor de esta planta, usos y utilidades de esta maravilla de la naturaleza.
Culturas pre-incas y la civilización inca obtuvieron sus primeras fibras de esta planta, utilizadas para la fabricación de diferentes productos. Se encontraron elementos hechos como: redes de pescar, hondas o huaracas que servían para lanzar piedras y se usaba para las guerras, también se hacían soguillas con esta fibra.

## Toxicidad
Algunas especies contienen componentes en su jugo que pueden causar dermatitis en algunas personas.